# Прапори махновщини
Прапори Махновщини містять велику кількість чорних та червоних прапорів, на кожному з яких написані анархістські та соціалістичні гасла.

## Дизайн
Махновщина використовувала кілька варіацій чорних та червоних прапорів під час Української революції. На цих прапорах часто були написані анархістські та соціалістичні гасла або назва повстанського загону, вишиті білим на чорних прапорах і золотом на червоних. У своїх мемуарах начальник махновського штабу Білаш Віктор написав про численні гасла, які використовувалися на прапорах Махновщини, зокрема: 
- «Завжди з пригнобленими проти гнобителів» (Армія)
- «Війну палацам, мир дачам» (Армія)
- «Звільнення робітників — це справа самих робітників!» (Армія)
- «Влада породжує паразитів. Хай живе анархія!» (радянський)
- «Негайно вся влада радам!» (радянська)

## Історія
Чорний прапор використовувався організацією «Чорне Знамено», яка здійснювала напади в Україні, ще за часів Революції 1905—1907 років. Cоюз бідних селян також використовував свій варіант чорного прапора, на якому було написано: «Завжди з пригнобленими проти гнобителів». Перед тим, як одного з його членів, Бондаренка Єгора, мали стратити, він передбачав, що його товариш Нестор Махно «знову підніме чорний прапор Анархії, який у нас вихопили вороги…». Махно під час ув'язнення писав вірші, в яких зображав селянську революцію, яка несе анархістський чорний прапор. 
Анархістський чорний прапор був знову піднятий в Гуляйполе після початку Лютневої революції. Також під час Жовтневої Революції чорні прапори використовувалися анархістськими демонстрантами в Катеринославі. За словами Махна анархістські прапори в Гуляйполі були зірвані гайдамаками Армії Української Народної Республіки після вторгнення Центральних держав в Україну
Після того як Революційна повстанська армія України об'єдналася з Червоною армією в 1919 Махновцям було дозволено використовувати свої чорні прапори. Вони також скористалися своїм офіційним положенням в Радянській політичній структурі, щоби замовити власні червоні прапори в Більшовицького художника Брянцева.
Волін заявив, що в жовтні 1919 під час наступу Махновців проти білогвардійців повстанці захопили в полон священника. Вони забрали в нього його сутану, з якої вони потім зробили чорний прапор. Після цього священника було розстріляно. 9 лютого 1920 року, після атаки Південно-Західного фронту Червоної Армії на позиції повстанців у Гуляйполі, червоноармійці повідомили, що захопили чорний прапор повстанського штабу. 12 грудня 1920, після боїв між повстанцями та Червоною Армією, які не принесли успіху, командування Червоної Армії оголосила свою перемогу після захоплення одного з чорних прапорів повстанців.
Пройшло десятки років після поразки махновців, але українські анархісти знову підняли чорний прапор під час Другої світової війни, коли вони чинили опір німецьким загарбникам

## Інші прапори

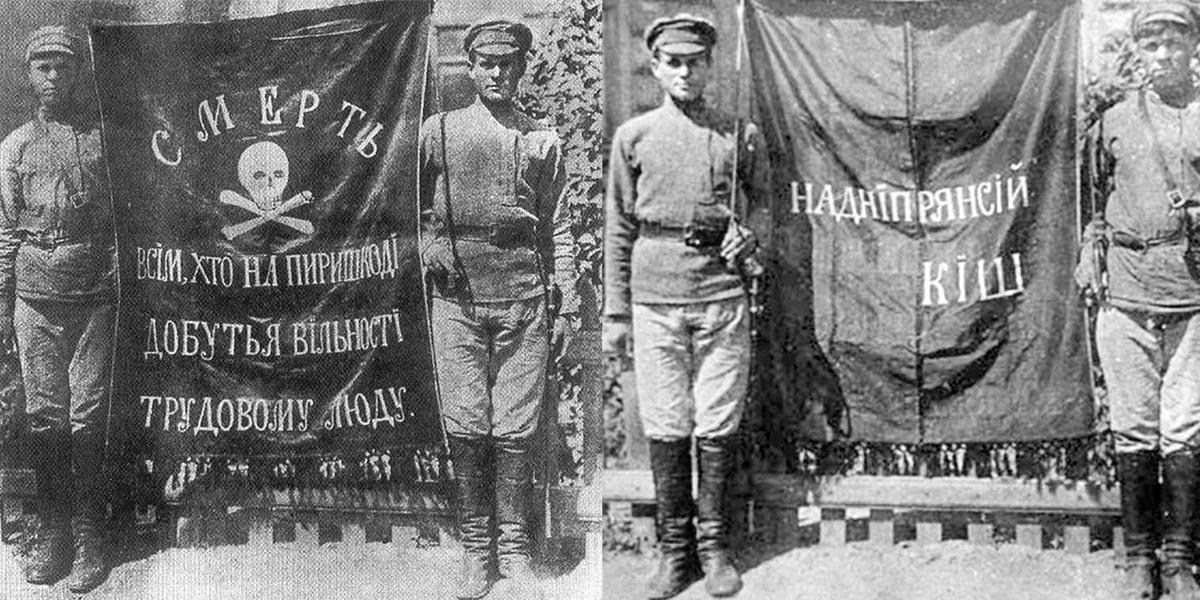
На фото прапор, який приписують махновцям

Прапор на фотографії, на якому зображений череп зі схрещеними кістками та гаслом «Смерть всім, хто на перешкоді шляху добуття вільності трудовому люду», часто приписують махновцям. Вперше про нього написано в радянській книзі «Єврейські погроми 1917—1921»  Островського Зельмана. Проте Нестор Махно категорично заперечив , заявивши, що на фото «махновців взагалі немає».  На зворотній стороні цього прапора написано «Наддніпрянський кіш», підрозділ, яким керував чигиринський отаман Свирид Коцур. 
Різноманітні національні прапори також пов'язані з Махновщиною. Після наступу Білої Армії в Північній Тавриді велика кількість махновців потрапили в оточення Російської Армії. Вважається, що[що?]
Врангель Петро уклав союз з махновцями. Велика кількість оточених повстанців перейшли на бік білих, несучи свої чорні прапори поруч з Прапором Росії. В сучасній Україні жовто-блакитний прапор України вивішується на заходах із вшанування Махновщини, зображуючи Нестора Махно як національного героя 

Один із прапорів, описаних Віктором Білашем, із написом «Влада породжує паразитів. Хай живе анархія!»
Прапор 2-го Зведеного піхотного полку Революційної повстанської армії України з написом «Смерть гнобителям трудящих».
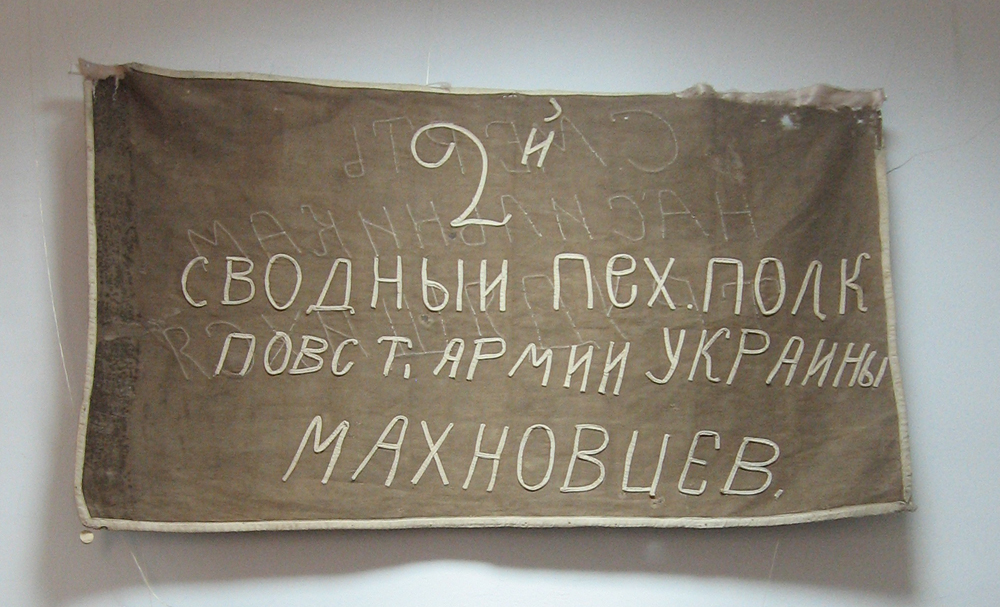
Прапор2-го повстанського полку РПАУ з написом «2-й зведений піхотний полк Повстанської Армії України Махновців»
Лицьова сторона прапора приписаний махновцям, запереченого Махном, на якому написано «Смерть всім, хто на пиришкоді шляху добутья вільності трудовому люду».
Зворотня сторона прапора, який Островський приписує махновцям, на якому написано «Надніпрянсій кіш» або «Дніпровська дивізія».
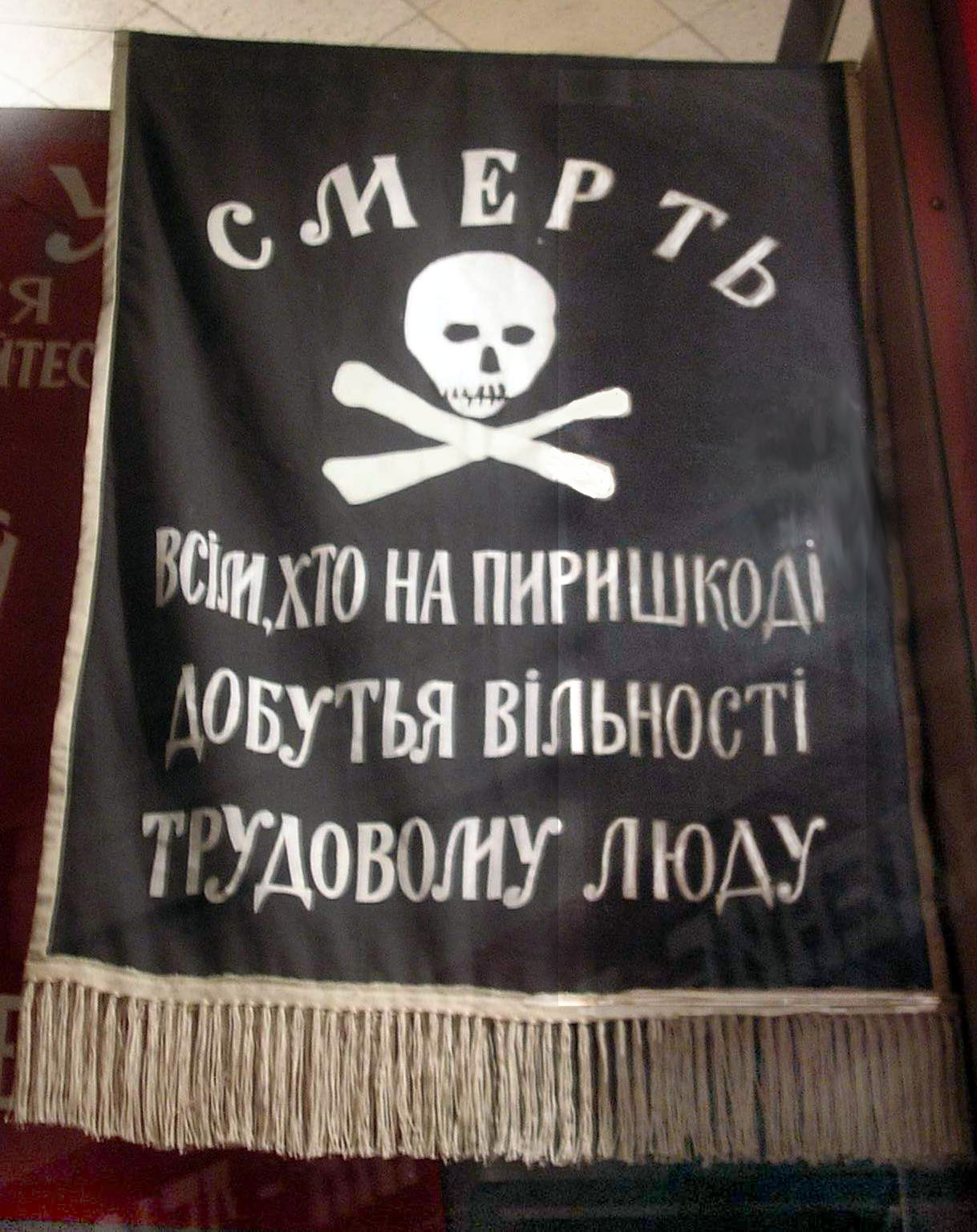
Прапор із черепом і схрещеними кістками, приписаний махновцям, у Гуляйпільському районному музеї.